# Zephyranthes citrina
Zephyranthes citrina är en amaryllisväxtart som beskrevs av John Gilbert Baker. Zephyranthes citrina ingår i släktet Zephyranthes och familjen amaryllisväxter. Inga underarter finns listade i Catalogue of Life.

## Bildgalleri

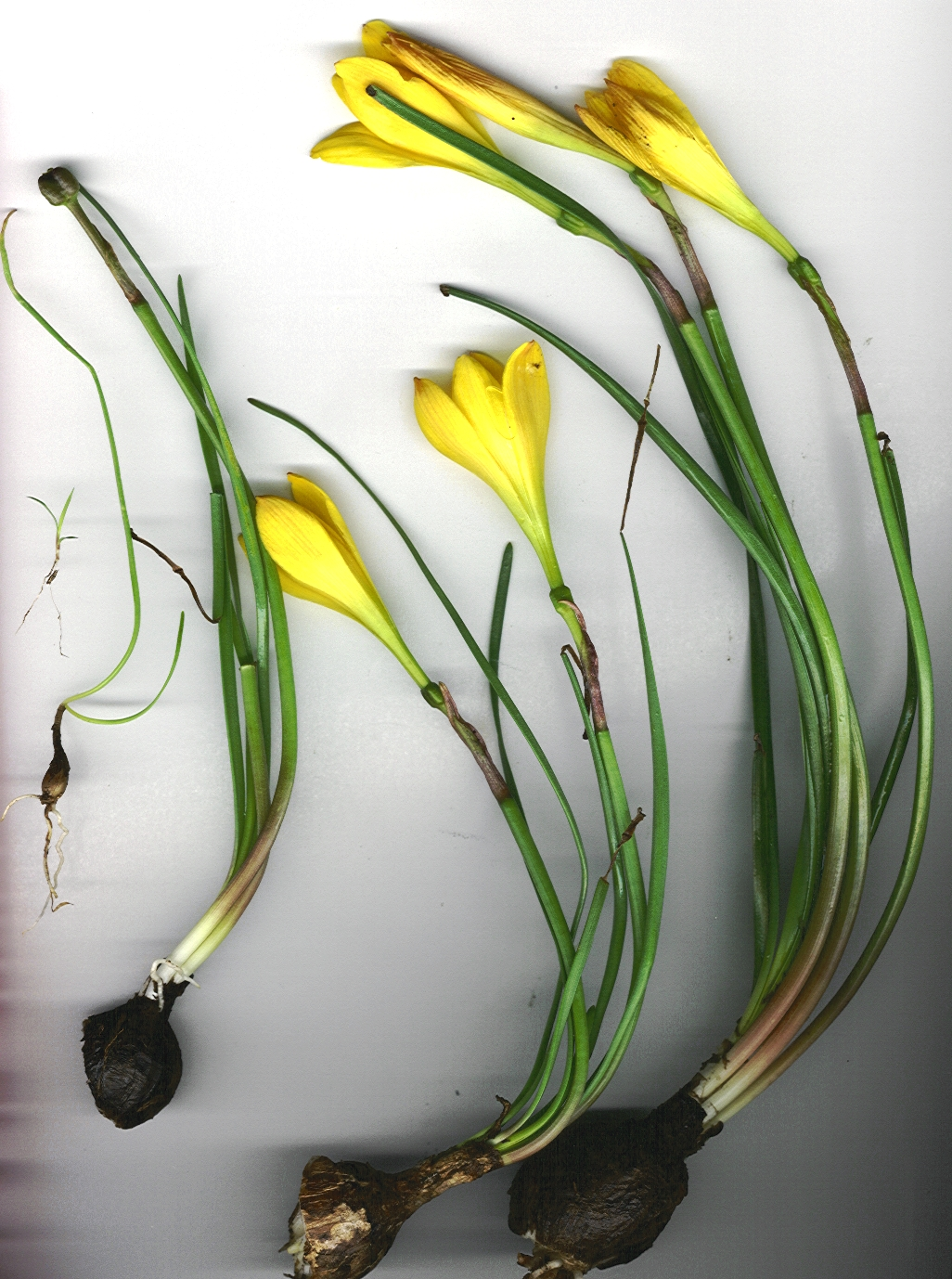
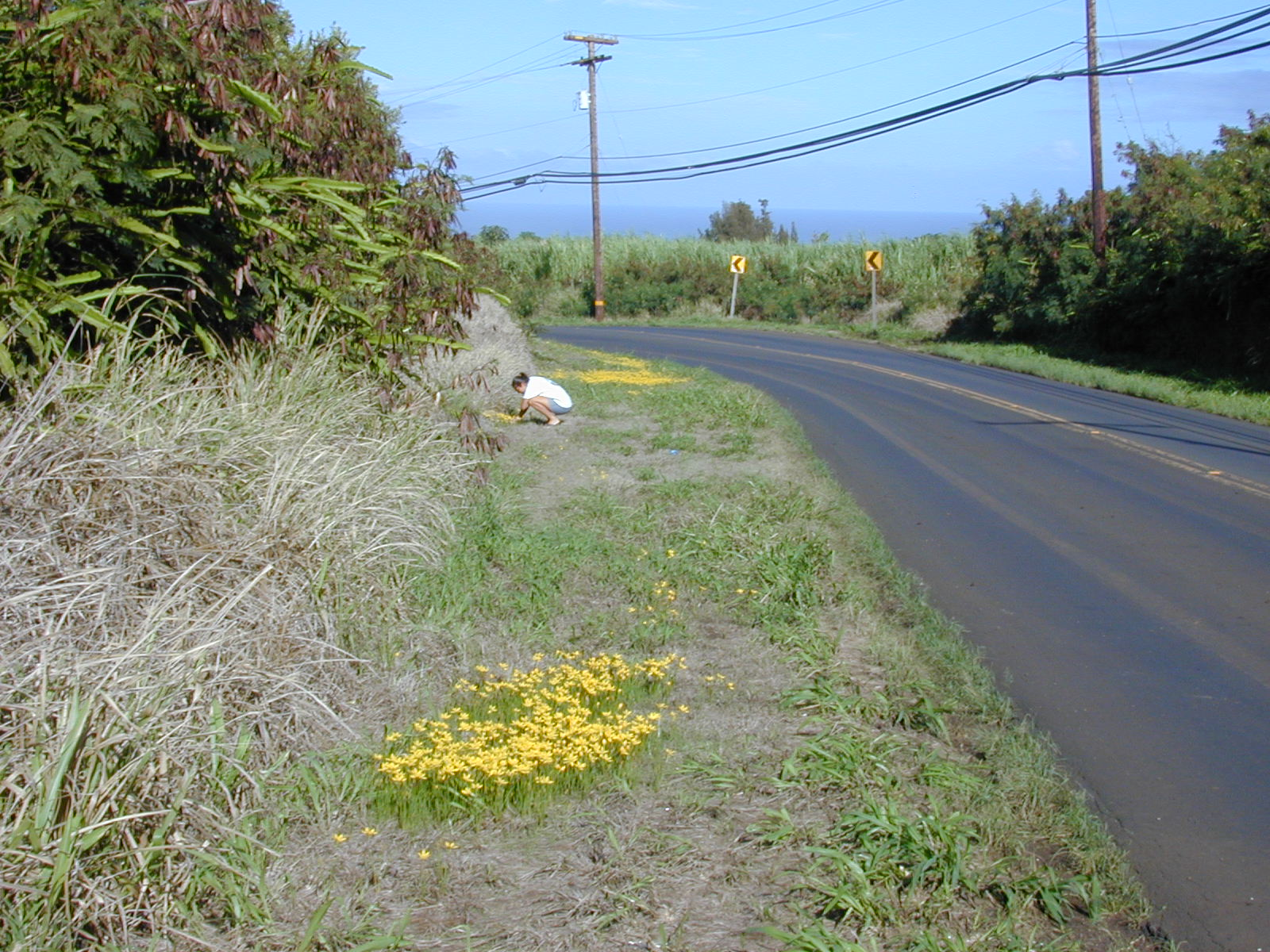
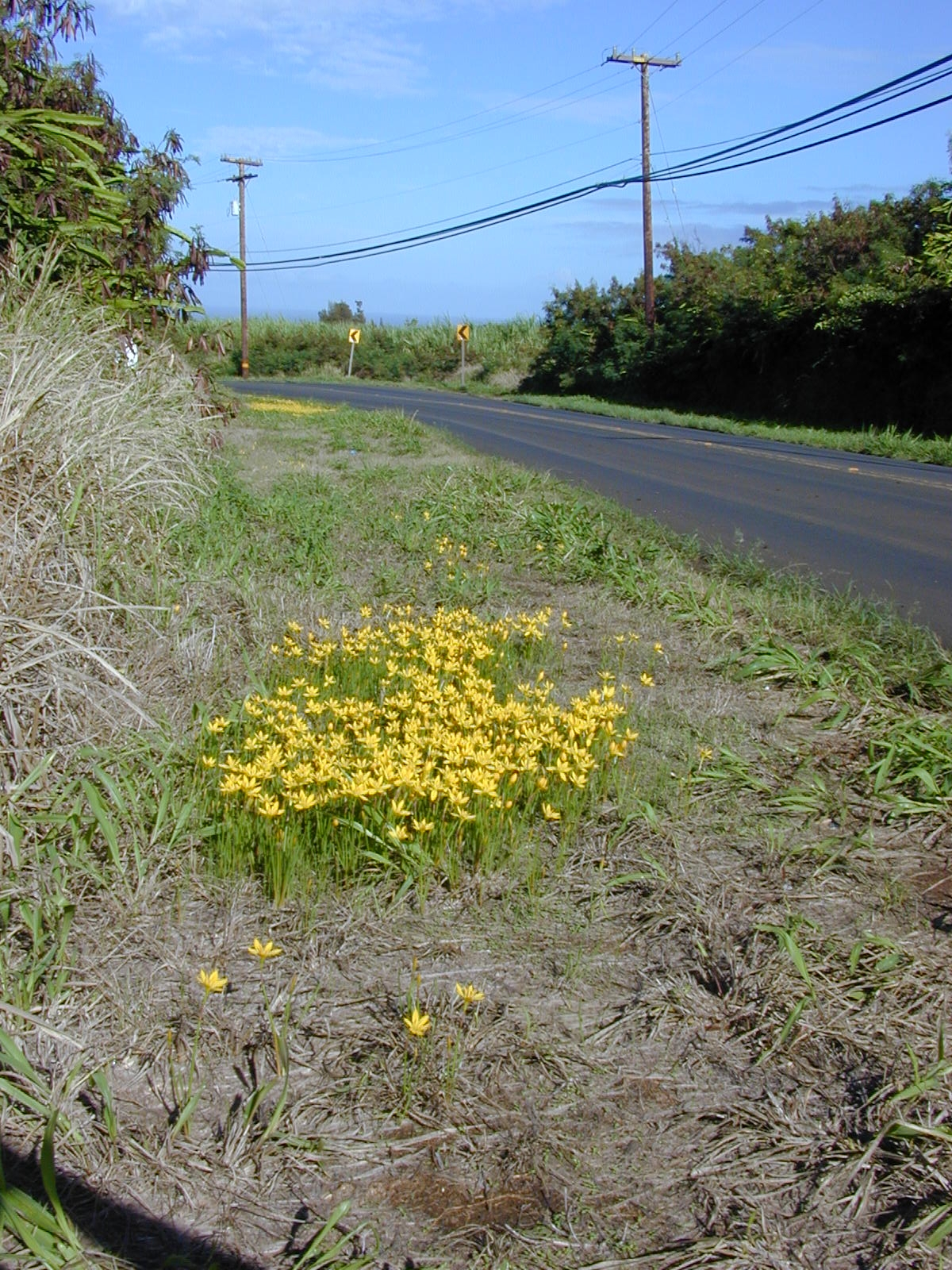
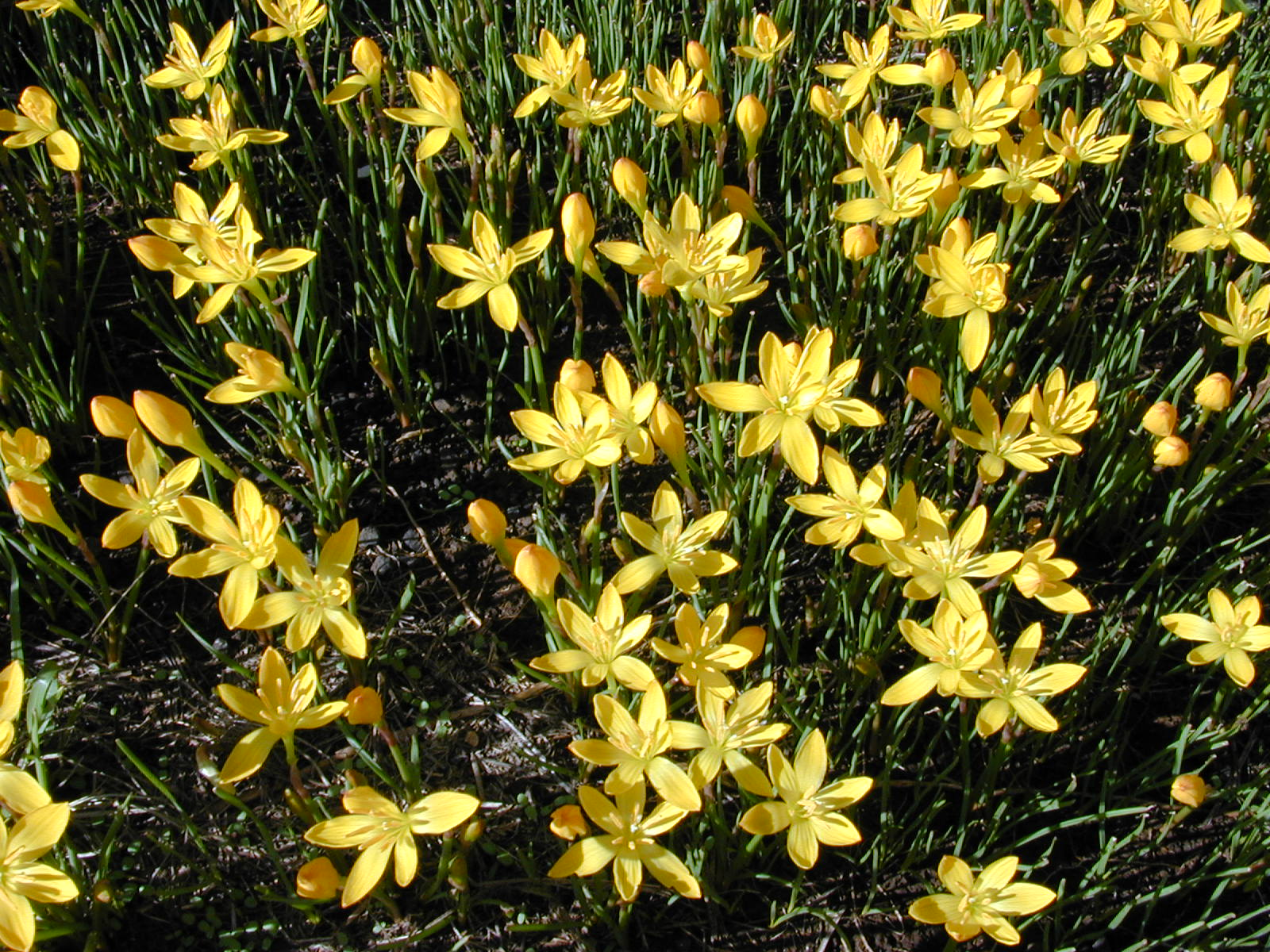